# Зубковичі
Зу́бковичі — село в Україні, в Олевській міській територіальній громаді Коростенського району Житомирської області. Населення становить 1 643 особи (2001).

## Населення
Згідно з переписом УРСР 1989 року чисельність наявного населення села становила 1774 особи, з яких 850 чоловіків та 924 жінки.
За переписом населення України 2001 року в селі мешкало 1627 осіб.

### Мова
Розподіл населення за рідною мовою за даними перепису 2001 року:
| Мова       | Відсоток |
| ---------- | -------- |
| українська | 99,76 %  |
| російська  | 0,24 %   |

## Історія
У 1583 році село вперше було згадано в документах.
У 1906 році село Білокуровицької волості Овруцького повіту Волинської губернії. Відстань від повітового міста 101 верст, від волості 26. Дворів 194, мешканців 1232.
Увечері 4 листопада 1921 року під час Листопадового рейду через Зубковичі проходив відділ поручника Гопанчука Армії Української Народної Республіки.
5 листопада 1921 року під час того ж Листопадового рейду через Зубковичі проходила Збірна Київська дивізія (командир — Володимир Янченко) Волинської групи (командувач — Юрій Тютюнник) Армії Української Народної Республіки.
Під час організованого радянською владою Голодомору 1932—1933 років померло щонайменше 9 жителів села.
До 11 серпня 2016 року — адміністративний центр Зубковицької сільської ради Олевського району Житомирської області.

## Географія
Через село протікають річки Уборть, Радча, Угля, Теремша. В центрі села знаходиться школа, сільська рада, дитячий садок, лікарня, магазини.